# یاماناشی، یاماناشی
یاماناشی در استان یاماناشی در کشور ژاپن واقع شده‌است که دارای جمعیت ۳۸٬۲۰۲ نفر و مساحت ۲۸۹٫۸۷ کیلومتر مربع با تراکم جمعیت ۱۳۲ نفر در کیلومترمربع است و در تاریخ ۲۲ مارس ۲۰۰۵ به عنوان شهر شناخته شد.